# Johann Gottfried Schadow
Johann Gottfried Schadow (Berlin, 1764. május 20. – Berlin, 1850. január 27.) német klasszicista szobrász.

## Életpályája
Antoine Tassaert tanítványa volt, azután Olaszországban az ókori szoborműveket tanulmányozta, majd visszatérve Berlinbe, 1788-ban udvari szobrász, 1805-ben az akadémia rektora, 1816-ban  igazgatója lett. Első jelentékeny műve a fiatal von der Mark gróf síremléke a berlini Dorottya-templomban (1790), ezt követték: a berlini Brandenburgi kapun levő négy lovas, rézből trébelt diadalkocsi; néhány dombormű a berlini királyi palotában; II. Frigyes porosz király márványszobra Stettinben; Zieten tábornok szobra márványból a lichterfeldei hadapródiskolában, bronzból Berlinben; Tauentzien tábornok emlékszobra Boroszlóban; egy nyugvó leány márványszobra (berlini nemzeti képtár); Armin dessaui fejedelem bronzszobra Berlinben; Martin Luther emlékszobra Wittenbergben stb. Számos szobrot készített a német történelem és művészet nagyjairól, amelyek a regensburgi Walhallában találhatók. Fiai közül Rudolf szobrász, Godenhaus Friedrich Wilhelm festő lett.

## Írásai
- Wittenbergs Denkmäler der Bildnerei, Baukunst und Malerei (Wittenberg, 1825)
- Polyklet, oder von den Massen des Menschen nach dem Geschlecht und Alter (Berlin, 1834)
- Nationalphysiognomien (Berlin, 1835)
- Kunstwerke und Kunstansichten (Berlin, 1849)